# Ted Turner
Robert Edward Turner III. (Cincinnati, Ohio, 19. studenog 1938.), američki medijski poduzetnik.
Ted Turner, osnivač američke televizijske mreže CNN, diljem svijeta bio poznat i kao vrhunski jedriličar, ekscentrični vlasnik sportskih klubova i medijska ličnost. Odrastao je, naime, osamljen i nevoljen. Njegov agresivni i stalno pijani otac, batinama mu je mislio usaditi želju za uspjehom. Ako bi Ted zaplakao, otac bi udvostručio kaznu. A kad se u 53. godini života ubio, svom je sinu ipak ostavio poprilično bogatstvo.
Poput oca, Ted Turner je danas čovjek pun kontradikcija, poznat po tome što nema dlake na jeziku. Nasljedstvo je s godinama "oplemenio", pa se njegovo bogatstvo procjenjuje na više od sedam milijardi dolara: osim najpoznatije svjetske tv mreže za prikupljanje vijesti, posjeduje najveću kolekciju filmova i crtića na svijetu, a carstvo mu se neprestance širi. Najveći je svjetski donator (1997. obvezao se da u sljedećih deset godina daruje UN-u milijardu dolara), jedan je od najvećih zemljoposjednika u Americi, no uza sve to bogatstvo - Turner je i čovjek s vizijom, kontradiktorna mješavina poduzetnika i idealista. O tome svjedoče i njegovi poslovni pothvati: ulaganje u filmove o Indijancima i zaštiti okoliša, obrazovni serijal "Capt. Planet".
Svi ti pothvati prenose poruke koje Turner smatra važnima za naš svijet, ali imaju i svoju poslovnu logiku.

## Rani život
Unatoč lijekovima protiv manične depresije koje uzima od 1986., nevjerojatno je aktivan, ambiciozan do neba, i ne boji se nijednog izazova.
Turner, po ocu, ima engleske, škotskeg i francuske krvi, a po majci - njemačke, irske i nizozemske. Ili, kao što je sam rekao: "Individualnost sam naslijedio od Škota, radnu etiku od Nijemaca, slikovitost od Francuza i Engleza. Konzervatizam od Nizozemaca, a od Iraca - to već znate, oni svi vole popiti i veseliti se".
Tedov otac Robert Edward Turner Jr. rođen je 1911. u Sumneru u Mississippiju, nekad plantažerskom gradu. Kad mu otac, Turnerov djed, poslije sloma burze 1927. više nije mogao plaćati studiranje, zaposlio se u tvrtki General Outdoor Advertising, za iznajmljivanje jumbo plakata. Nešto kasnije preselio se u Ohio i ondje upoznao Florence Rooney. Edward je bio oduševljen kad mu je ona 1938. rodila sina, kojega je nazvao Robert Edward Turner III. Tri godine kasnije dobio je kćer Mary Jane. Kad su Japanci napali Pearl Harbour, prijavio se u mornaricu, a sljedeće četiri godine "vukao" je sa sobom svoju mladu ženu i kćer od jedne do druge pomorske baze na obalama Teksasa i Floride. Za štoje pak trogodišnjeg sina ostavio s bakom u Cincinnatiju, nikome nije jasno, još manje zašto ga je poslao u internat već sa šest godina.
Iako o tome nerado priča, Ted Turner je jednom rekao da mu je najtužniji trenutak u životu bio kad gaje otac ostavio kod bake. Tada je, priznaje, postao osamljen, ogorčen outsajder, koji je sljedećih 15 godina proveo izvan roditeljskog doma. Čak je i praznike provodio s bakama i s Jimmvjem Brownom, koji je služio tri naraštaja Turnerovih. On je mladog Teda naučio jedriti (kad mu je otac, u jednom od neobjašnjivih izljeva dobrote, kupio jedrilicu), loviti i pecati. 
"Moj je otac stalno radio i nije imao vremena za mene, pa me, zapravo, odgojio taj stari crnac. Volim ga kao oca", rekao je jednom Turner. Brown je Turneru bio možda jedini pravi prijatelj, pomagao mu kad se pripremao za jedriličarske utrke, pratio njegove poslovne poteze, bio mu kum na vjenčanju s Jane Fonda.
Nakon rata Tedov otac preselio se u stari južnjački grad Savannah u Georgiji, gdje je osnovao tvrtku Turner Advertising, a njega je poslao u Vojnu akademiju Georgia. Dok se Ted u vojnoj školi borio za svoje mjesto pod suncem, rješavajući sve probleme šakama, otac se propio i počeo salijetati žene. S rastom Turnerova poslovnog carstva jumbo plakata, smanjivala se njegova briga za obitelj, a izljevi bijesa bivali su sve žešći.
No, u to je doba, barem nakratko, promijenio odnos prema sinu: vidjevši njegovu spretnost u jedrenju, i sam se učlanio u Savannah Yacht klub, pomažući Tedu u regatama i uživajući u njegovim pobjedama. Dječak je bio oduševljen što je pronašao način kako da se približi ocu. No, sreća nije dugo potrajala: nakon godinu dana, sada već kao učenik ekskluzivnog koledža u Chattanoogi u Tennesseeju, saznao je da mu sestra umire od rijetke bolesti imunološkog sustava. Borba Mary Jane s teškom bolešću trajala je punih pet godina.
Nakon prve godine koledža, otac je 13-godišnjeg Teda zaposlio u svojoj tvrtki: radio je puno radno vrijeme, postavljao jumbo plakate za 50 dolara na tjedan, a 25 dolara morao je davati za stan i hranu u roditeljskoj kući. Istodobno, otac je tražio od njega da pročita barem dvije knjige na tjedan.
Na sveučilištu Brown, na koje se upisao 1960., Turnera je pratio glas čudaka. Studij ga nije previše zanimao, no zato je izgarao da kolegama pokaže kako može popiti više od njih, zavesti više djevojaka i bolje se zabavljati. S bocom burbona u jednoj i cigarom u drugoj ruci hvalio se,da ima očev ček na 5000 dolara, koji će moći unovčiti ako do 21. rođendana ne popije nijedno alkoholno piće. Tih pet tisuća, u njegovoj je priči preraslo u milijun dolara - ako ne bude pio ni pušio do kraja studija.

## Izbačen sa sveučilišta
Početkom šezdesetih Brown je bilo staromodno, konzervativno sveučilište, koje je studentima propisivalo stroga pravila ponašanja i odijevanja. Turner ih je, naravno, kršio jedno za drugim, provocirajući uz to sve oko sebe: južnjacima je tvrdio da je Robert E. Lee izdajica, Židovima je pjevao nacističke pjesme, a na vrata malobrojnih crnih studenata pisao je "pozdrav od Ku Klux Klana".
I dok je nastavio izazivati sve oko sebe, jednu stvar nije zapostavljao -jedrenje. Vrlo brzo postao je jedan od najboljih studentskih jedriličara u zemlji. Na jednoj regati 1958. upoznao je Judy Nye, kćer čikaškog proizvođača opreme za jedrenje.
"Ted je trebao nekoga da se brine za njega, a imponiralo mu je i to što sam dobra jedriličarka", objasnila je početak njihove veze Judy.
U to doba, začudo, privučen sjajnim predavanjima profesora klasične književnosti, odlučio se specijalizirati za to područje. Želeći ga odgovoriti od nakane, otac mu je napisao dugo pismo, ismijavajući ga i ističući kako je razočaran njegovim izborom. Ted je očevo pismo objavio u lokalnim novinama Daily He-rald i nastavio studij. Mogao je napamet recitirati Sha-kespearea i Coleridgea, a na neke je ispite odlazio potpuno nepripremljen: umjesto eseja o Aleksandru Velikom, profesoru je predao crtež sa slavnim osvajačem i njegovim konjem, uz napomenu daje Aleksandar bio najveći čovjek u povijesti svijeta, a njegov Bucephalus najbolji konj.
Ipak, njegov neuspjeh na studiju nije bio rezultat lijenosti, nego posljedica kršenja sveučilišnih regula: uhvaćen je s djevojkom u sobi. To je bilo dovoljno da ga izbace sa sveučilišta.

## Bračni diktator
Kad se vratio u Savannah, nastavio je raditi u očevoj tvrtki i pokazao se vrlo darovitim za prodaju oglasa. Iako je i dalje trčao za suknjama, jednu nije zaboravio: stoga je 21-godišnju Judy Nye pozvao da mu se pridruži u regati za prvenstvo Amerike u klasi Y-Flyer i ubrzo je zaprosio. Vjenčali su se 23. lipnja 1960. u Chicagu. I njemu je bila 21 godina.
Turner se sa svojom mladom ženom preselio u Macon u Georgiji, u kojem je preuzeo očevo predstavništvo. Za manje od dvije godine udvostručio je profit tvrtke, radeći neumorno 15 sati na dan, šest i pol dana u tjednu.
Uspjeh mu je omogućio da počne raskošnije živjeti: počeo je kupovati "egzotične" europske automobile, prvo Porsche, a zatim Jaguar. Prvo dijete, kći Laura Lee, rođena je 23. lipnja 1961.
Njihov brak, na prvi pogled, doimao se savršeno. Zajedno su odlazili na jedrenje, na vrtne zabave, no unutar četiri zida bio je pakao: ženi je davao 500 dolara na mjesec za sve troškove, uključujući i otplatu nove kuće, zahtijevao da mu glača košulje, lasti cipele, kuha tri obroka dnevno. Naravno nije smjela kupiti ništa što on nije reklamirao na svojim jumbo plakatima. Stoga se morala zaposliti kao tajnica kako bi svojom skromnom zaradom "pokrpala" kućni budžet.
"Osjećala sam se kao zarobljenica", rekla je poslije Judy. Tijekom druge trudnoće odlučila je napustiti muža i s kćeri se uputila majci u Chicago. Na Tedov nagovor vratila se u Macon i 30. svibnja 1962. rodila Roberta Edwarda Turnera IV Nakon rođenja sina, Turner je napustio Judy i preselio se u Atlantu, gdje je u međuvremenu njegov otac smjestio sjedište tvrtke.
Usporedno s poslovnim uspjehom, njegov otac Ed Turner sve je češće zapadao u depresije, koje su rezultirale pogrešnim poslovnim odlukama. U tešku krizu zapao je nakon što je, mimo svake poslovne logike, odlučio za male novce prodati vodeću podružnicu svoje tvrtke. Nije želio prevariti kupca, a shvatio je da će tvrtka, koju je ipak odlučio ostaviti sinu, biti znatno oslabljena. Rano ujutro, 5. ožujka 1963., na obiteljskoj plantaži Binden, ubio se revolverom kalibra 38.
Nakon očeve smrti, Ted je mogao prodati podružnicu i postati milijunaš u 24. godini te nastaviti voditi ostatak tvrtke. Umjesto toga, odabrao je teži put: po-kupovao je sve dionice koje je otac prodao drugima.
"Iako sam bio mlad, znao sam sve trikove. Obišao sam sve zaposlene i nagovorio ih da kupe dionice tvrtke, prodao nekretnine koje sam imao, čak i obiteljsku plantažu, posudio novce na ime budućeg profita i na kraju uspio sačuvati tvrtku", rekao je poslije.
Otprilike šest mjeseci nakon očeva samoubojstva, na jednoj je zabavi upoznao plavokosu stjuardesu Jane Shirley Smith iz Birminghama. Vjenčali su se 2. lipnja 1964. S njom se uselio u novu kuću u Atlanti, gdje im se pridružio i Jimmy Brown.
Ubrzo se obitelj povećala: Turner je raznim smicalicama uspio dobiti skrbništvo nad svoje dvoje djece iz prvog braka.
Posvećujući podjednako vremena poslu, obitelji i jedrenju, Turner, je, kao i uvijek, u svemu želio biti najbolji. Kad je nakon 12 mjeseci na čelu tvrtke postavio stvari u red, posvetio se jedrenju. Tad je već bio prešao na klasu Flying Dutchman, a kad je na jednoj regati bio drugi, to gaje toliko potreslo daje na ručku za sudionike regate, nakon deset minuta ustao sa stola i krenuo prema izlazu.
"Ne možeš samo tako otići i ostaviti me ovdje", povikala je supruga Jane za njim. Ted je nastavio hodati, a kad je došao do vrata, okrenuo se prema njoj i povikao dovoljno glasno da ga svi mogu čuti:
"Već sam ti rekao Jane. Posao je na prvom mjestu, moja jedrilica na drugom, a ti si treća."
Kad je 1966. osvojio oceansku regatu na južnim morima, na unajmljenoj jedrilici Vamp X, za njega su se počeli zanimati i najbolji jedriličari svijeta. Na svojoj prvoj prekooceanskoj utrci, od Bermuda do Danske, bio je prvi u svojoj klasi, četvrti u sveukupnom poretku.

## Zbunjeni konkurenti
Potkraj šezdesetih širio je posao, ali je uvijek imao spremne posade i jedrilice za mnoge svjetske regate. Nerijetko bi prekidao poslovni sastanak da bi odletio, primjerice, u Australiju radi sudjelovanja u nekoj regati. Usporedno s većim međunarodnim uspjesima počeo je upoznavati jet set - španjolskog kralja Juana Carlosa, grčkog kralja Konstantina, švedskog princa. "Svima se sviđao. Bio je brbljav, šarmantan, izravan, dobro je razumijevao ljude. Iako je bio bahat, nije bio nepošten niti pokvaren", kažu njegovi poznanici iz tog razdoblja.
Potkraj šezdesetih upustio se u novi poslovni pothvat. Kupio je lokalnu radiopostaju, i reklamirajući je na svojim jumbo plakatima koje nije uspio prodati, postigao solidan uspjeh. Uslijedila je kupnja lokalne tv postaje: nije ga brinulo to što njen program prati samo 5 posto gledatelja u Atlanti, niti to što je bila pred propašću. Do 1970. na njoj je gubio 50.000 dolara na mjesec, no na kraju ju je uspio održati. Ubrzo je kupio još jednu postaju u Charlestonu.
"Ljudima su dosadili psihološki problemi i filmsko nasilje. Svojim sam gledateljima odlučio ponuditi nešto novo", rekao je poslije. A to novo svodilo se na beskonačne reprize crno-bijelih filmova i starih serijala, koje je mogao jeftino kupiti, tvrdeći da one nose poruku o "tradicionalnim obiteljskim vrijednostima".
Nakon "obiteljskog programa", Turner se usredotočio na vijesti. U doba kad su ostale mreže emitirale vijesti, Turner je na program stavio reprizu "Zvjezdanih staza", a njegove su vijesti, namijenjene publici kojoj su avanture svemirskog broda Enterprize bile zanimljivije od bliskoistočne krize, išle u tri iza ponoći. Istodobno, nastavio je prikupljati oglase za svoje tv postaje, zbunjujući konkurente kojima nije bilo jasno kako mu to polazi za rukom.
"Želite da se vaši oglasi ističu? Pa, gdje će vaši reklamni spotovi u boji biti bolje zapaženi nego među mojim cmo-bijelim filmovima", govorio je i poslovni partneri su mu vjerovali. Podatke o gledanosti nije im davao - jer ih nije ni imao.
Shvativši da gledatelje, osim starih filmova zanimaju i sportovi, uspio je kupiti prava na prijenos utakmica baseball kluba Altlanta Braves i nije ih skupo platio. Nije dugo trebalo da njegova postaja počne zarađivati, a neke programe Turner je sam vodio.
Pred malim ekranom tada bi se okupila obitelj: supruga Jane, sinovi Beauregard i Rhett (nazvan po glavnom junaku filma "Zameo ih vjetar"), kći Šarah Jean, te djeca iz prvog braka, Teddy IV. i Laura.
Djeci, kojoj je posvećivao malo vremena, najviše je nedostajao za Božić, kad se redovito natjecao na jedriličarkoj regati za Gold Cup između Hobarta i Sydneya. Poput oca, opsesivno je osvajao žene, uglavnom dugonoge plavuše.
Nalazio ih je u svakoj luci, na svakoj zabavi. Jedna od njegovih trajnijih veza bila je s Francuskinjom Fre-derique D'Aragon, s kojom se nastavio družiti i nakon rastave od treće supruge Jane Fonda.
Na početku sedamdesetih, Turner je napokon dobio poziv koji je dugo očekivao - da brani boje Amerike u America's Cupu. U prvom pokušaju, 1974., nije uspio jer se odlučio za novi, neisprobani dizajn jedrilice, no tri godine kasnije ponovno je bio spreman s jedrilicom Courageous.

## Skandal na regati
Tad je već povukao poslovni potez koji će imati dalekosežne posljedice: prvi je shvatio potencijale novih telekomunikacijskih satelita. Nakon povratka s jedne regate kupio je prostor na RCA-vom satelitu, preimenovao svoju postaju u Superstation, postavio toranj za emitiranje signala prema satelitu i prodao program lokalnim postajama.
Nije ga brinulo to što je vrlo malo postaja moglo primati i distribuirati program preko satelita. Njegov je program, naime, moglo pratiti jedva 10.000 gledatelja, uglavnom u gradićima Nome na Aljaski, Nye u Oregonu, Caribou u Maineu, Breeze Point u državi Washington.
Riskirao je, vjerujući daje u satelitima budućnost. I imao je pravo: nakon pola godine, broj kućanstava koja su mogla primati takav program povećavao se za 250 tisuća mjesečno. Kad se posao uhodao, Turner je sve prepustio svojim zaposlenicima, jer je imao važnijeg posla: utrku za America's Cup.
Iako je u Newport, gdje je trenirao, pozvao Jane i djecu, nalazeći vremena da starije sinove poduči osnovama jedrenja, s neke je zabave nestao s kćeri uglednog člana društvene kreme Nevvporta, utjecajnog u njujorškom Yacht klubu. Skandal je na kraju zataškan, iako su se i Jane, a i jedriličarski jet set, sve više pitali jesu li, možda, pogriješili kad su darovali povjerenje takvom vjetropiru.
Utrku, koju je započela 13. rujna, završio je pobjedom i postao nacionalni junak. Njegovoj slavi nije na-štetilo niti kad se na tiskovnoj konferenciji, trešten pijan, bacio pod stol da bi dohvatio bocu ruma, koju su mu pokušali oteti iz ruke da se ne bi vidjelo kako pije pred tv kamerama. Bilo mu je 39 godina.
No, nacionalni junak nalazio je sve manje razumijevanja u svom domu. Iako je Jane prešutno pristala na brak u kojem je muž stalno na putu, a ženina je dužnost da se brine o djeci i domu, i njeno se strpljenje bližilo kraju.
"Ted je imao nezgodnu narav. Kad bi se naljutio i počeo vikati, cijela se kuća tresla. Možda je i bolje da ga nikad nije bilo kuće, jer bismo ranije počeli ići jedno drugom na živce. Ovako je naš brak dulje potrajao", rekla je poslije Jane.
Nekoliko godina nakon osvajanja America's Cupa, Turner je počeo razmišljati o novom poslovnom potezu. Prema Gallupovoj anketi, gotovo dvije trećine Amerikanaca smatralo je televiziju glavnim izvorom informacija, a svaka od velike tri tv mreže trošila je gotovo 150 milijuna dolara za proizvodnju samo večernjih vijesti. Unatoč takvim troškovima, vijesti su na oglasima ostvarivale golemu zaradu.
Stoga je Turner počeo osmišljavati program koji će se sastojati samo od vijesti - koje će, za razliku od drugih mreža, prenositi uživo, skupljajući mrežu suradnika diljem Amerike.
Dao mu je ime Cable News Network i počeo okupljati ekipu. Velike mreže nisu bile zabrinute zbog konkurencije. Smatrali su smiješnim to što Turner, kad su ga odbile velike tv zvijezde, traži voditelje među studentima novinarstva, često bez ikakva iskustva.
No, kad je u subotu, 1. lipnja 1980., CNN započeo s programom, shvatili su da u njemu imaju opasnog konkurenta. Turnerove su im vizije - nada da će njegova mreža pomoći u zbližavanju svijeta te da će osobno upoznati nacionalne vođe, koji će mu pokazati ono stoje najbolje u njihovim zemljama kako bi to mogao prikazati preko satelita - dalje bile smiješne, ali su morali skinuti kapu pred njegovim poslovnim idejama.
Velike su mu mreže pokušale konkurirati, no on je bio uvijek korak ispred njih. Dok su oni izvještavali što se dogodilo, CNN je, zahvaljujući širokoj mreži dopisnika diljem svijeta i dobroj organizaciji, uživo prenosio zbivanja. Nakon samo nekoliko godina CNN je postao vodeća svjetska tv mreža za vijesti. Preko njega su se informirali ne samo gledatelji, nego i vodeći svjetski državnici.
Šireći utjecaj, Turner je uistinu upoznao većinu političkih moćnika. Nakon niza uspješnih izvještavanja sa svjetskih žarišta, poput rata za Falkland ili atentata na Reagana, rasla je i njegova reputacija među novinarima.
Turner je svoju medijsku moć iskorištavao i za nove pothvate. Zahvaljujući svom poznanstvu s ruskim čelnicima, on je 1986., u doba kad američki i ruski sportaši nisu nastupali na istim olimpijadama, uspio organizirati svjetski skup vrhunskih sportaša, uglavnom iz komunističkih zemalja, na Igrama dobre volje. Uskoro je postao dovoljno moćan da napadne jednu od tri glavne mreže. Odlučio se za CBS, potrošio milijune dolara, ali nije je uspio kupiti.

## Razvod
Nakon dugo godina, istrošilo se i strpljenje njegove supruge Jane. Kap koja je prelila čašu bila je kad je Ted svoju ljubavnicu, bivšu Playboyevu ljepoticu Liz Wickersham, zaposlio kao voditeljicu na postaji Superstation. U pokušaju da spasi brak, Turner je obitelj poveo na izlet u Afriku, no nakon povratka odjurio je drugoj ljubavnici, J. J. Ebaugh, koja je prijetila prekidom veze. Jane je pokrenula brakorazvodnu parnicu, koja je trajala dvije godine, a razvod gaje na kraju stajao 40 milijuna dolara.
Nakon toga, u njegovom su se životu počele izmjenjivati žene većom brzinom nego ikad prije. Odlazeći u Hollywood na pregovore o kupnji filmske tvrtke MGM, naložio je svojoj tajnici da mu ugovori sastanak s nekom od tri glumice koje su bile na njegovom popisu: Cybill Shepherd, Raquel Welch i Jane Fonda. Prve dvije nisu pokazale nikakav interes, a treća je rekla neka je nazove za šest mjeseci, jer je sad zauzeta razvodom od Toma Haydena.
Turner nije odustao: pozvao ju je da mu se pridruži na nekom dobrotvornom doručku. Poslije je svatko otišao na drugu stanu: on poslovima i ljubavnicama, a ona filmovima, razvodu, psihijatrima i ljubavnicima.
Kad ju je nakon nekoliko mjeseci ponovno nazvao, slavna glumica nije više bila nezainteresirana. Nije je toliko osvojio njegov šarm koliko joj je imponirala njegova vizija svjetskog mira. Uskoro su postali nerazdvojni. Jane ga je počela pratiti na njegovim poslovnim putovanjima i provoditi sve više vremena na nekom od njegovih rančeva diljem Amerike.
U 53. godini, Turner se promijenio - barem kad je posrijedi njegov odnos prema ženama. Shvatio je da Jane Fonda nije samo prolazna avantura te da je mora prihvatiti kao ravnopravnog partnera - želi li da njihova veza uspije. Kad je 21. prosinca 1990., za njen 53. rođendan, Jane darovao zaručnički prsten, pristala je udati se za njega.
Pričekali su da se prvo uda njegova kći Laura, jer se u to doba pokušao zbližiti sa svojom djecom, kojima je darovao po dva milijuna dolara. A zatim je, 21. prosinca 1991., na njegovu imanju na Floridi, održano "vjenčanje godine" medijskog mogula i slavne holivudske glumice. Njegovu sreću omeo je neugodan detalj: konkurentska kuća ABC javila je da su se vjenčali prije nego stoje on sam uspio nazvati sjedište CNN-a u Atlanti i potvrditi vijest.

## Boks meč s Murdochom
Turner i Fonda postali su jedan od najpoznatijih svjetskih parova. Družili su se s državnicima, političarima i zvijezdama, uživali u odmorima na svojim rančevima, posvećivali se dobrotvornom radu. Fonda je prestala glumiti, a on je prestao danonoćno izbivati iz kuće. No, to nije značilo daje "postao mekan". Kad mu je medijski magnat Rupert Murdoch pokušao konkurirati svojim svjetskim satelitskim programom, Turner je, kao u najboljim danima, poručio da će ga "zdrobiti" i izazvao ga na boks meč. Koji će, naravno, prenositi uživo preko CNN-a. Dvije godine kasnije, Turner je ponovno osvanuo na naslovnim stranicama, obećavši da će darovati UN-u milijardu dolara u sljedećih deset godina.
Cijelo to vrijeme mediji, koji su ga posvuda pratili, zabilježili su neke napukline u njegovu trećem braku, ali nijedna nije izgledala prevelika. Stoga je kao bomba iz vedra neba odjeknula vijest u siječnju ove godine da se rastaju.
"U našoj vezi došli smo do točke kad i jedno i drugo trebamo više vremena za sebe", objasnili su u zajedničkom priopćenju nakon osam godina braka. Spekuliralo se da su se posvađali zato što je ona novčano pomagala svog 25-godišnjeg sina Troya Haydena, te daje zbog njega zapostavila njihov brak, a Turneru se, osim toga, nije sviđalo da financijski potpomaže odraslog čovjeka koji se sam može brinuti za sebe.
No, do danas, nitko od njih nije ispričao svoju verziju o krahu braka. Turner se vratio nekim starim ljubavima (Frederique D'Aragon), a pronašao je i neke nove, poput 28-godišnje profesorice Karen Rosenfeld iz New Yorka. Naizgled, ponovno je onaj stari Turner.